# Guglielmo Caccia
Pour les articles homonymes, voir Caccia.

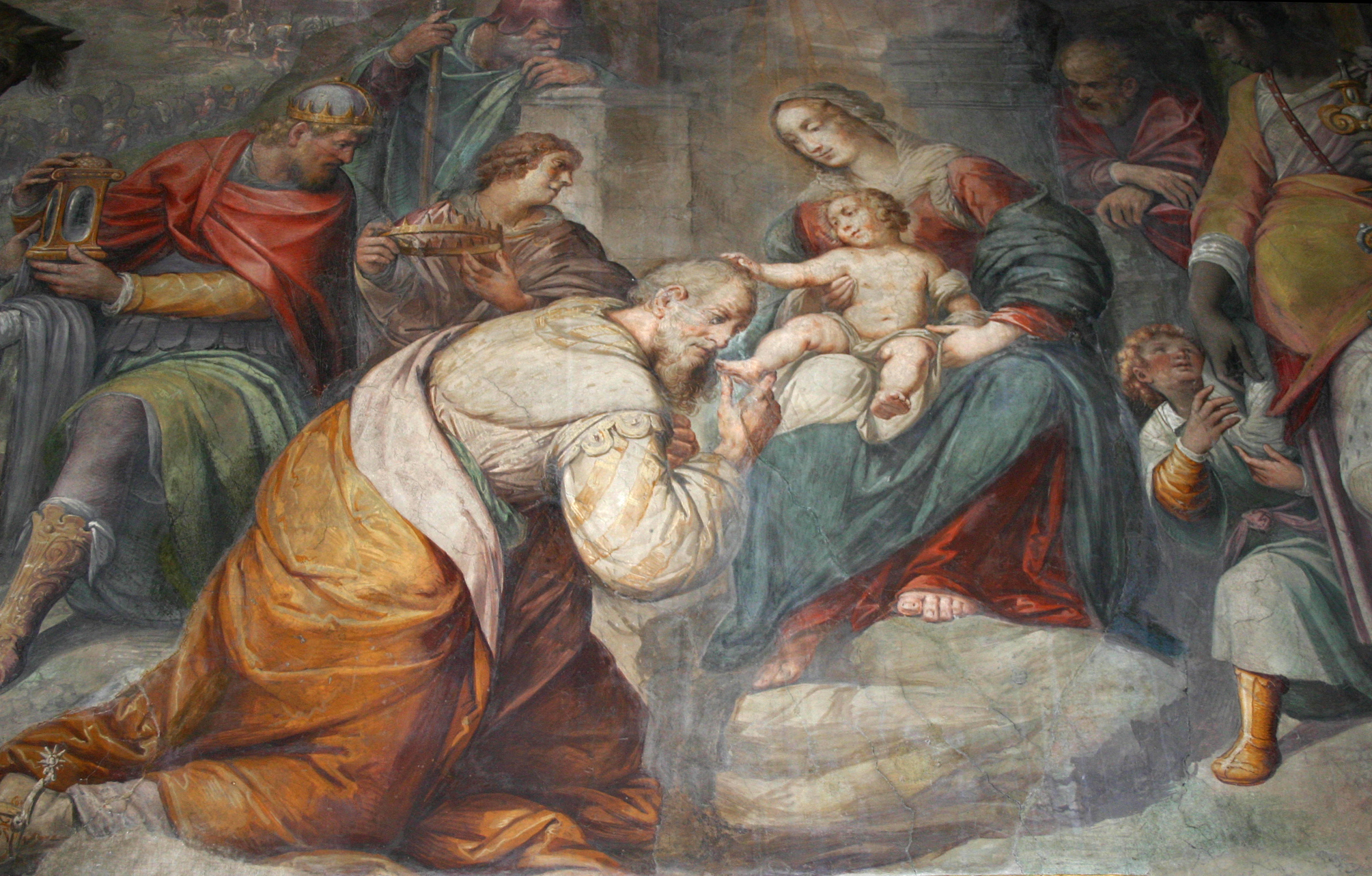
Adoration des mages (détail), Sant'Alessandro in Zebedia, Milan

Guglielmo Caccia  appelé Il Moncalvo (né le 9 mai 1568 à Montabone, province d'Asti dans le Piémont, mort le 13 novembre 1625 à Moncalvo) est un peintre italien maniériste spécialisé dans la peinture de retables, actif à la fin du XVIe et au début du XVIIe siècle.

## Biographie
Guglielmo Caccia est né à Montabone, près de Asti. Il commença son activité à Casale où il a dit avoir été un élève de Lorenzo Sabbatini.
Il a commencé à peindre à Milan, puis a travaillé à Pavie où il a été fait citoyen de la ville.
On note son passage dans les villes de Casale (où en 1589 il épousa la fille du peintre Ambrogio Oliva), Novare, Verceil, Alexandrie, Turin et Gênes
Il était considéré comme le plus éminent représentant de la Contre-Réforme dans le Piémont qui lui valut l'appellation de Raphaël du Monferrato.
Entre 1605-1607, il décora avec Federico Zuccari la galerie du palais royal de Turin voulue par Charles-Emmanuel Ier de Savoie. Ce travail lui valut l'attribution du titre de baron (œuvre malheureusement détruite lors d'un incendie).
Son chef-d'œuvre, la Déposition de la Croix, se trouve en la basilique San Gaudenzio de Novare.
Il a peint pour l'église des Conventuali à Moncalvo et pour le Mont Sacré de Crea (Cappella della Presentazione en 1590, et Cappella della Natività della Vergine en 1593).
Il a été collaborateur de Gaudenzio Ferrari.
Personnage très pieux, en 1622 il offre sa maison pour que l'évêque de Casale y ouvre un couvent de l'ordre des Ursulines et y fait rentrer ses cinq filles.
Daniele Crespi, Giorgio Alberino, ainsi que sa fille Orsola, ont été ses élèves.
L'artiste mourut à Montabone le 13 novembre 1625 et fut enterré en l'église san Francesco dans la chapelle Saint-Luc.

## Œuvres
- Déposition de la Croix, église de San Gaudenzio, Novare.
- Saint Antoine Abbé avec saint Paul, église de Sant'Antonio Abbate, Milan.
- La Sainte Famille avec saint Antoine abbé et des anges.
- Putto avec licorne
- Vierge et l'Enfant avec sainte Anne dans un paysage.
- Fresques au Santuario di Crea, Cappella della Presentazione, 1590.
- Résurrection (1608 - 1613), Duomo d'Asti.
- Santa Francesca Romana, Chiesa della Madonna, Moncalvo.
- Annonce faite aux bergers (1614), Arciconfraternita di San Michele, Casale Monferrato.
- Décoration de la coupole du Dôme de San Paolo, Novare.
- Saint Pierre, Chiesa della Croce, Turin.
- Sainte Thérèse, Chiesa della Trinità, Turin.
- Élévation de Lazare et Miracle des pains, Chieri.

## Sources
- (it) Cet article est partiellement ou en totalité issu de l’article de Wikipédia en italien intitulé « Guglielmo Caccia » (voir la liste des auteurs).